# Kool Moe Dee
Mohandas Dewese, conosciuto come Kool Moe Dee (New York, 8 agosto 1962), è un rapper statunitense.

## Carriera
Kool Moe Dee comincia la propria carriera nei Treacherous Three, trio che si esibiva in performance freestyle e che si sciolse nel 1985, permettendo al rapper di intraprendere la propria carriera da solista. I Treacherous Three si riunirono brevemente nel 1993.
È stato uno dei primi e più importanti MC a calcare la scena hip hop statunitense tra la fine degli anni settanta e tutti gli anni ottanta. La sua carriera è stata anche legata alla rivalità con LL Cool J.
È stato uno dei primi vincitori dell'NAACP Image Award, nonché uno dei primi rapper a ottenere un Grammy Award.

## Discografia
| Anno | Titolo                 | Certificazioni   | Posizione in classifica | Posizione in classifica |
| Anno | Titolo                 | Certificazioni   | Billboard 200           | Top R&B/Hip hop albums  |
| ---- | ---------------------- | ---------------- | ----------------------- | ----------------------- |
| 1986 | Kool Moe Dee           |                  | 83                      | 23                      |
| 1987 | How Ya Like Me Now     | Disco di platino | 35                      | 4                       |
| 1989 | Knowledge Is King      | Disco d'oro      | 25                      | 2                       |
| 1991 | Funke, Funke Wisdom    | –                | 72                      | 19                      |
| 1993 | Greatest Hits          | –                | –                       | –                       |
| 1994 | Interlude              | –                | –                       | –                       |
| 1995 | Jive Collection Vol. 2 | –                | –                       | –                       |